# Oaklawn-Sunview
Oaklawn-Sunview – jednostka osadnicza w Stanach Zjednoczonych, w stanie Kansas, w hrabstwie Sedgwick.